# Otto Winzer
Otto Winzer (Berlin, 1902. április 3. – Berlin, 1975. március 3.) német politikus. 1935-től a második világháború végéig a Szovjetunióban élt, mint menekült, ezalatt kémkedett is. Később 1965 és 1975 közt az NDK külügyminisztere volt.

## Élete
1916 és 1922 között egy grafikai szakközépiskolában betűszedőnek tanult, majd ebben a szakmában dolgozott. 
1933-tól illegális antifasiszta munkát végzett. 1941-től ismét a Kommunista Internacionálé tagja volt, és Ufában élt. 1945-ben visszatért Németországba, és Berlinben a közoktatásért felelős városi tanácsosnak nevezték ki. 1949 elején a Neues Deutschland főszerkesztő-helyettese volt.

## Magyarul megjelent művei
- A mai német szociáldemokrácia és a marxizmus; fordította: Fraknói Júlia; Szikra, Budapest, 1955